# Малая Мариэтта
Малая Мариэтта — река в России, протекает по Ямало-Ненецкому АО. Устье реки находится в 25 км по левому берегу реки Мариэтта. Длина реки составляет 32 км. В 13 км от устья по левому берегу впадает река Сандейяха.

## Данные водного реестра
По данным государственного водного реестра России относится к Нижнеобскому бассейновому округу, водохозяйственный участок реки — Надым, речной подбассейн реки — подбассейн отсутствует. Речной бассейн реки — Надым.
Код объекта в государственном водном реестре — 15030000112115300048450.